# Сітару
Сітару (рум. Sitaru) — село у повіті Ілфов в Румунії. Входить до складу комуни Гредіштя.
Село розташоване на відстані 31 км на північний схід від Бухареста, 123 км на південний схід від Брашова.

## Населення
За даними перепису населення 2002 року у селі проживали 1036 осіб. Усі жителі села рідною мовою назвали румунську.
Національний склад населення села:
| Національність | Кількість осіб | Відсоток |
| -------------- | -------------- | -------- |
| румуни         | 1013           | 97,8%    |
| цигани         | 23             | 2,2%     |